# Bringinbendo
Bringinbendo is een bestuurslaag in het regentschap Sidoarjo van de provincie Oost-Java, Indonesië. Bringinbendo telt 9565 inwoners (volkstelling 2010).